# 2015年アメリカ空軍C-130墜落事故
2015年アメリカ空軍C-130墜落事故は、アフガニスタンのナンガルハール州ジャラーラーバード空港で発生した航空事故である。ジャラーラーバード空港からバグラム空軍基地へ向かっていたアメリカ空軍の第455遠征航空団所属のロッキードC-130J-30 スーパー ハーキュリーズが離陸直後に墜落し、乗員乗客11人全員と地上の3人が死亡した。

## 飛行の詳細

### 事故機

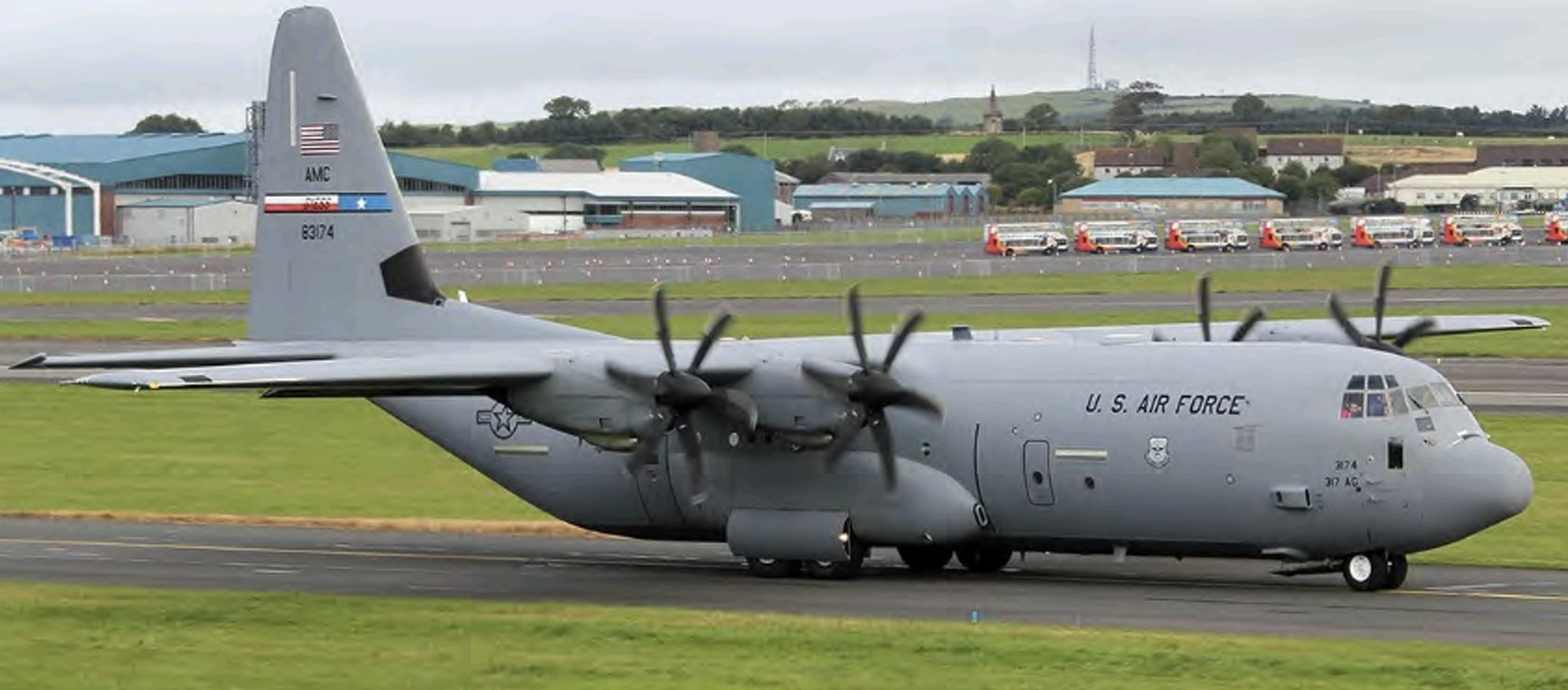
事故機のロッキード C-130J

事故機のロッキードC-130J-30 スーパー ハーキュリーズは第317空輸航空団所属の機体で、第455遠征航空団に配備されていた。

### 乗員乗客
4人の乗員は第317空輸航空団の第39空輸飛行隊に所属しており、第455遠征航空団の第774遠征空輸飛行隊に配属されていた。
機長は28歳の男性で、C-130では943時間の飛行経験があった。副操縦士は33歳の男性で、C-130では338時間の飛行経験があった。その他に2人のロードマスターが乗務していた。
乗客はマサチューセッツ州ハンスコム空軍基地の第66空軍警備隊から第774遠征空輸飛行隊へ配属されていたメンバー2人と民間業者5人だった。

## 事故の経緯
C-130は自由の番人作戦するアメリカ空軍機の1つだった。この日の任務はジャラーラーバード空港からバグラム空軍基地への2度の輸送飛行を行い、その後カブール、カンダハールに立ち寄りバグラム空軍基地へ帰還するという内容だった。コールサインはトルク62（Torque 62、TORQE 62）で、AFT23時13分にジャラーラーバード空港へ着陸した。23時頃、エンジン始動状態での貨物積載（Engine Running Onload/Offload、ERO）を開始した。積載時、ロードマスターはパイロットに昇降舵を挙げるよう要求した。23時26分、機長は暗視ゴーグルケースを操縦桿の前に挟み込んで昇降舵が上がった状態で固定されるようにした。これによって昇降舵が6度から8度の機首上げ位置で固定された。このような積載作業中に操縦系統の動作を妨げるような事は通常の手順ではなかったが、規制はされていなかった。また、EROのチェックリストにはパイロットが飛行制御を確認することなどは含まれていなかった。

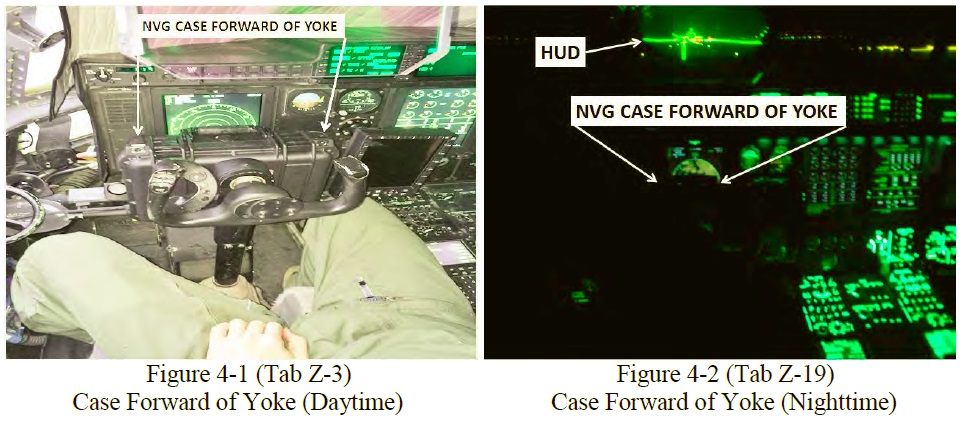
暗視ゴーグルケースを操縦桿の前に挟み込んだ様子（左は日中、右は深夜）

0時15分、トルク62はジャラーラーバード空港を離陸した。離陸速度は111ノット (206 km/h)であったが、機体は107ノット (198 km/h)で滑走路を離れた。その直後、副操縦士は「勝手に離陸した（going off on its own）」と言い、昇降舵トリムが故障したと機長に告げた。パイロットは昇降舵トリムを機首下げ位置の限界まで動かし機首を下げようとしたが、対気速度が115ノット (213 km/h)まで減少し、失速警報が作動した。機長は操縦桿を右へ切り、機体を右旋回させることで機首を下げようとした 。スティック・プッシャーが作動したが、操縦桿がケースによって固定されていたため効果を発揮しなかった。機長は緊急用のトリムを作動させるよう副操縦士に指示したが、トリムは正常に機能していたため効果は無かった。高度700フィート (210 m)でピッチ角が42度に達した。機体は失速し、機長はバンク角を修整しようとしたが機体は右に75度傾いた。0時16分13秒、機体は上昇から降下に転じ、ピッチ角は-28度に達した。5秒後、機体は滑走路の右側にある警備塔に衝突した。搭乗者11人全員の他、地上にいたASRF（Afghan Special Reaction Force）の3人のメンバーも巻き込まれて死亡した。

## 事故調査

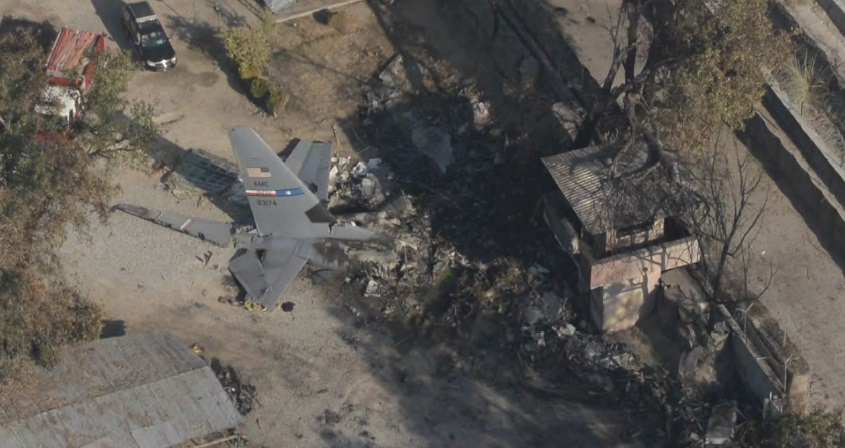
墜落現場の様子、機体の尾部以外は火災によって焼失した

ターリバーンはTwitterでC-130を撃墜したとの声明を発表したが空軍は撃墜説を否定した。
貨物の積み込みを行っている間、パイロットは昇降舵を上げて積み込み作業をしやすくしようと考え、操縦桿の前方に暗視ゴーグルケースを置いていた。昇降舵をこのように固定することは標準の手続きではなく、これに関する手順や規制はなかった。積み込み作業後、機長と副操縦士がケースについて話し合った様子はなかった。
夜間の離陸手順では暗視ゴーグルを着用したうえでコックピット内の照明を暗くし、HUDの明るさを上げることとなっていた。事故当時、パイロット達はHUDを参照して離陸準備を行っており、また暗視ゴーグルを着用していたことによって視界が制限されていた。事故後、アメリカ空軍は事故当時の状況を再現したテストを行った。その結果、コックピット内の照明を暗くした状態では操縦桿の前方にあるケースを認識することが困難であったことが判明した。
機体が離陸してから失速警報が作動するまでにかかった時間は11秒だった。状況が急速に悪化したため、トリムが故障したと思い込んだパイロットは正しく問題を特定することが出来なかった。

### 事故原因
2016年4月、調査委員会は事故報告書を公表した。報告書では注意散漫となっていたパイロットが暗視ゴーグルケースを取り外すことを失念し、問題を正しく認識できなかったことが原因であるとした。また事故の要因としてパイロットがHUDに依存していたことや積み込み作業に気を取られ注意散漫となっていたこと、トリムが故障したと思い込んでしまったことを事故の要因として挙げた。

## 事故後
事故の翌日に死亡した6人の空軍兵の身元が特定された。10月16日にハンスコム空軍基地で追悼式が行われ、1,000人以上の空軍兵が参加した。バラク・オバマ大統領も追悼の意を示した。事故後、バグラム空軍基地内にこの事故に関する壁画が描かれた。